# Kościół Świętej Anny w Trzęsówce (stary)
Kościół Świętej Anny w Trzęsówce – rzymskokatolicki kościół znajdujący się w Trzęsówce.

## Historia

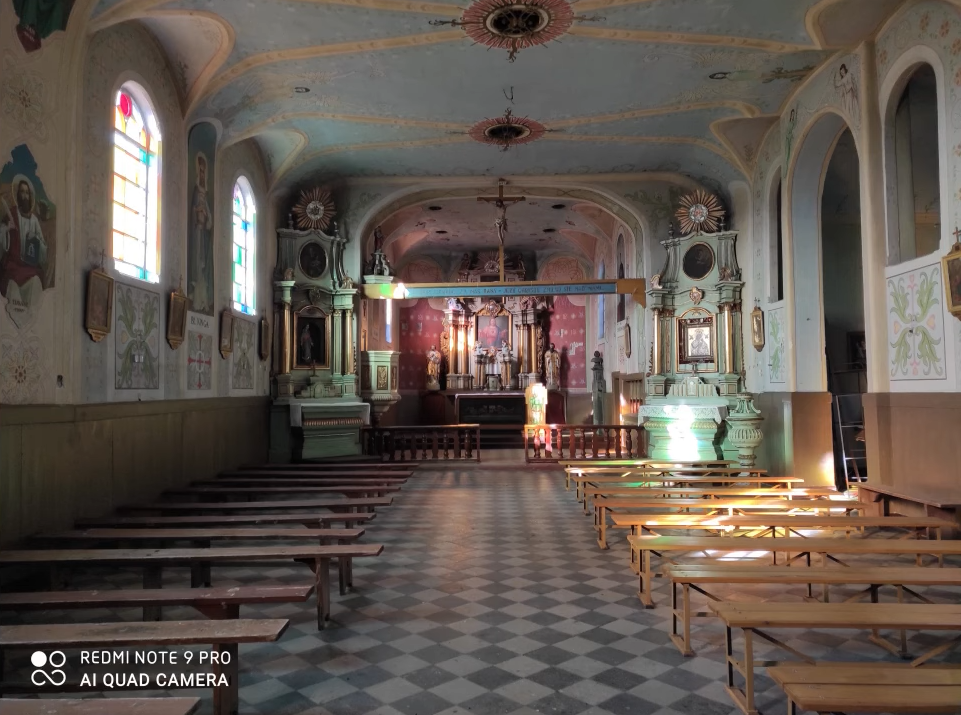
Wnętrze kościoła

Kościół powstał w 1759 roku jako kaplica dworska rodziny Kuczkowskich. Pierwotnie nosił wezwanie św. Jana Ewangelisty. W 1778 roku stał się kościołem filialnym, a w 1786 roku kościołem rektoralnym parafii Przemienienia Pańskiego w Cmolasie. Od 1788 roku stał się kościołem parafialnym nowo powołanej parafii Świętej Anny. Postanowiono go wówczas rozbudować. Podczas remontu z drewna modrzewiowego dobudowano nawę, dzwonnicę, prezbiterium, zakrystię oraz pomieszczenie dla fundatorów. Zbudowano trzy późnobarokowe ołtarze, a ściany pokryto płótnem i pomalowano. Wymieniono również drewnianą podłogę.
W 1850 roku wymieniono gont na dachu kościoła, wymieniono podłogę, wstawiono nowe ławki oraz zamontowano nowe ogrodzenie. Zakupiono również nowe paramenty kościelne.
W 1903 roku przedłużono nawę o 9 metrów, dach pokryto ocynkowaną blachą, dobudowano kaplicę boczną oraz babiniec. Drewnianą podłogę wymieniono na posadzkę z płyt cementowych, a kwadratowe okna zastąpiono łukowatymi. W 1905 roku wnętrze otynkowano, położono polichromię, odnowiono ołtarze, naprawiono organy i ogrodzenie.
Nowe organy zakupiono w 1960 roku. W 1976 roku odnowiono ołtarze, a w 1977 roku polichromię. Prace wykonał pochodzący ze Starego Sącza Stanisław Kruczek.
Obiekt pełnił funkcję kościoła parafialnego do 2004 roku, kiedy do użytku oddano nową świątynię. 7 kwietnia 2004 roku wpisano go do rejestru zabytków.
W maju 2015 w kościele kręcono sceny do filmu Wojciecha Smarzowskiego pt. Wołyń.